# Más allá del sol (canción)
«Más allá del sol» es una canción del cantautor mexicano Joan Sebastian, lanzada como el primer sencillo y tema principal del álbum de estudio número 29 de Sebastián del mismo nombre. Escrita y producida por Sebastián, a menudo se considera otra de sus canciones más emblemáticas.  
La canción debutó en el puesto 3 en la lista Billboard Hot Latin Songs y alcanzó el puesto número 3 después de pasar ocho semanas después, convirtiéndose en la tercera entrada de Sebastián entre los diez primeros en la lista. También alcanzó el numero 189 en la lista Billboard 200 Airplayy el 19 en Billboard Under Hot 100.

## Gráficos
| Lista (2006)                            | Mejor posición |
| --------------------------------------- | -------------- |
| Estados Unidos (Bubbling Under Hot 100) | 19             |
| Estados Unidos (Hot Latin Songs)        | 3              |
| Estados Unidos (Billboard 200 Songs)    | 189            |